# Zippeïet
Het mineraal zippeïet is een gehydrateerd kalium-uranium-oxide-sulfaat met de chemische formule K4(UO2)6(SO4)3(OH)10·4(H2O).

## Eigenschappen
Het doorzichtig tot doorschijnend (goud)gele, oranjerode of roodbruine zippeïet heeft een doffe glans, een geelwitte streepkleur en de splijting van het mineraal is perfect volgens een onbekend kristalvlak. Het kristalstelsel is monoklien of orthorombisch. Zippeïet heeft een gemiddelde dichtheid van 3,66, de hardheid is 2 en het mineraal is zeer sterk radioactief. De gamma ray-waarde volgens het American Petroleum Institute bedraagt 4.565.950,82.

## Naam
Het mineraal zippeïet is genoemd naar de Oostenrijkse mineraloog Franz Xaver Maxmillian Zippe (1791 - 1863).

## Voorkomen
Het mineraal zippeïet wordt algemeen gevonden in ondergrondse uraniummijnen. De typelocatie is de Elias-mijn in Jáchymov, Ertsgebergte, Tsjechië.